# Pere Joan Llobet
Pere Joan Llobet (Barcelona, ? - ?, 9 de maig de 1460), fou un teòleg lul·lista català.

## Biografia
Estudià a París i Tolosa.
Era franciscà, i l'any 1445 va ser nomenat provincial d'Aragó d'aquest orde.
Formà part de l'escola lul·lista de Barcelona i fundà a Randa l'escola lul·liana de Mallorca, essent-li concedit pel rei Alfons el Magnànim, a Nàpols, l'any 1449, un privilegi per a ensenyar l'art lul·liana.
Projectà el sepulcre monumental de Ramon Llull i en dirigí la meitat inferior.
Morí el 9 de maig de 1460, i està enterrat a la catedral de Ciutat de Mallorca.
Pere Miquel Carbonell l'inclogué en el seu De uiris illustribus catalanis, així com Jeroni Pau en el seu De Hispaniarum uiris illustribus.

## Obres
- Tabula
- Ars notatiua
- Tractatus Metaphysicae